# Равлик деревний
Равлик деревний (Arianta arbustorum (Linnaeus, 1758)) — наземний молюск класу Черевоногих (Gastropoda) підкласу Легеневих (Pulmonata) родини справжніх равликів (Helicidae).

## Опис черепашки
У дорослих особин висота черепашки коливається переважно в діапазоні від 10 до 23 мм, а її ширина (діаметр) — від 14 до 28 мм. Має до 6 обертів. Черепашка від кулясто-дзигоподібної до кулястої, зі згладженим куполоподібним завитком. Пупок повністю закритий відгорнутим колумелярним краєм устя або від нього залишається вузька щілина. Поверхня черепашки нерівномірно радіально покреслена та вкрита частими спіральними лініями (менш виражені на останньому оберті). Загальний фон черепашки від жовтого до коричневого. Найхарактернішою ознакою виду є наявність численних хаотично розташованих невеликих світлих штрихів і плямок, орієнтованих переважно вздовж обертів. Крім того, трохи над периферією може проходити темна спіральна смуга.

## Можливі помилки у визначенні
Нерідко тіло молюска, яке просвічує крізь однобарвну черепашку, створює ілюзію строкатого (плямистого) забарвлення.

## Розповсюдження
Розповсюджений переважно в Центральній та Північно-Західній Європі. Зустрічається в гірських, рідше в рівнинних біотопах заходу України. На сході досягає Вінницької області.

## Екологія
Лісовий вид.